# ناحیه فارست، شهرستان بکر، مینه سوتا
ناحیه فارست (به انگلیسی: Forest Township) یک منطقهٔ مسکونی در ایالات متحده آمریکا است که در شهرستان بکر، مینه‌سوتا واقع شده‌است.
 ناحیه فارست ۹۳٫۲ کیلومتر مربع مساحت و ۵۸ نفر جمعیت دارد و ۴۸۴ متر بالاتر از سطح دریا واقع شده‌است.